# Idiot
 Ovo je glavno značenje pojma Idiot. Za druga značenja pogledajte Idiot (razdvojba).
Idiot (od grčkog ἰδιώτης, idiōtēs) naziv je (često pogrdan) za osobu niže inteligencije ili obrazovanja (u latinskom jeziku znači "neobrazovana, neuka osoba"). Do početka 20. stoljeća i psihički su se bolesnici (psihotičari) nazivali idiotima.